# Guido Roncarati
Guido Roncarati (20 settembre 1935) è un allenatore di calcio italiano.

## Carriera
Nella stagione 1963-1964 è stato allenatore in seconda del Chieti, formazione arrivata seconda in classifica nel campionato di Serie C.
Nella stagione 1964-1965 è subentrato a Vincenzo Marsico sulla panchina del Soccer Trani, squadra di Serie B in cui precedentemente nel corso della stessa stagione lavorava come vice dello stesso Marsico; ha allenato i pugliesi per 3 partite, dalla dodicesima alla quattordicesima giornata del campionato cadetto, ottenendo un pareggio e 2 sconfitte; ha poi terminato la stagione lavorando nuovamente come vice, con Felice Arienti come allenatore della squadra.
Nella stagione 1965-1966 ha guidato il Bisceglie, formazione di Serie D, con cui ha ottenuto la salvezza piazzandosi al tredicesimo posto in classifica; dopo una seconda stagione con i nerazzurri pugliesi (terminata al settimo posto), l'anno seguente ha allenato il Manfredonia, club neopromosso in Serie D per la prima volta nella sua storia; viene esonerato dal club biancazzurro a poche partite dalla fine del campionato e sostituito dal calciatore Spocchi. Nella stagione 1968-1969 ha allenato la Nuorese, sempre in Serie D, retrocedendo in Promozione. Nella stagione 1969-1970 ha allenato il Carpi, in Serie D, piazzandosi al settimo posto in classifica. Ha allenato in questa categoria anche nella stagione 1970-1971 (nella quale arriva nuovamente settimo in classifica con la Vigor Lamezia, subentrando a campionato iniziato ad Antonio Carlei) e nella stagione 1971-1972, nella quale alla guida dell'Ischia ha conquistato un dodicesimo posto in classifica.
Nella stagione 1982-1983 ha allenato il Rovigo, nel Campionato Interregionale, conquistando un ottavo posto in classifica.
L'11 dicembre 1983 è subentrato a stagione in corso nel Manfredonia (che aveva già allenato alla fine degli anni Sessanta), squadra di Interregionale, con l'obiettivo di ottenere la promozione in Serie C2; dopo aver chiuso il campionato al secondo posto in classifica (a 7 punti dalla Fidelis Andria vincitrice del girone) viene riconfermato sulla panchina della squadra pugliese anche nella stagione 1984-1985, chiusa con un piazzamento al terzo posto in classifica. Viene poi riconfermato anche per la stagione 1985-1986, sempre in quinta serie; il 10 dicembre 1985 è stato esonerato.